# مارك أدامو
مارك أدامو (بالإنجليزية: Mark Adamo)‏ (و. 1962 – م) هو ملحن من الولايات المتحدة الأمريكية. ولد في فيلادلفيا، بنسيلفانيا.

## التعليم
تعلم في جامعة نيويورك، ومدرسة تيش العليا للفنون.

## روابط خارجية
- مارك أدامو على موقع IMDb (الإنجليزية)
- مارك أدامو على موقع ميوزك برينز (الإنجليزية)
- مارك أدامو على موقع أول ميوزيك (الإنجليزية)
- مارك أدامو على موقع ديسكوغز (الإنجليزية)